# زلتن بثری
زلتن بثری (به مجاری: Zoltán Báthory) متولد ۱۵ مه ۱۹۷۸، (۲۵ اردیبهشت ۱۳۵۷)، گیتاریست مجارستانی گروه آمریکایی فایو فینگر دث پانچ است .